# エルモ・リンカーン

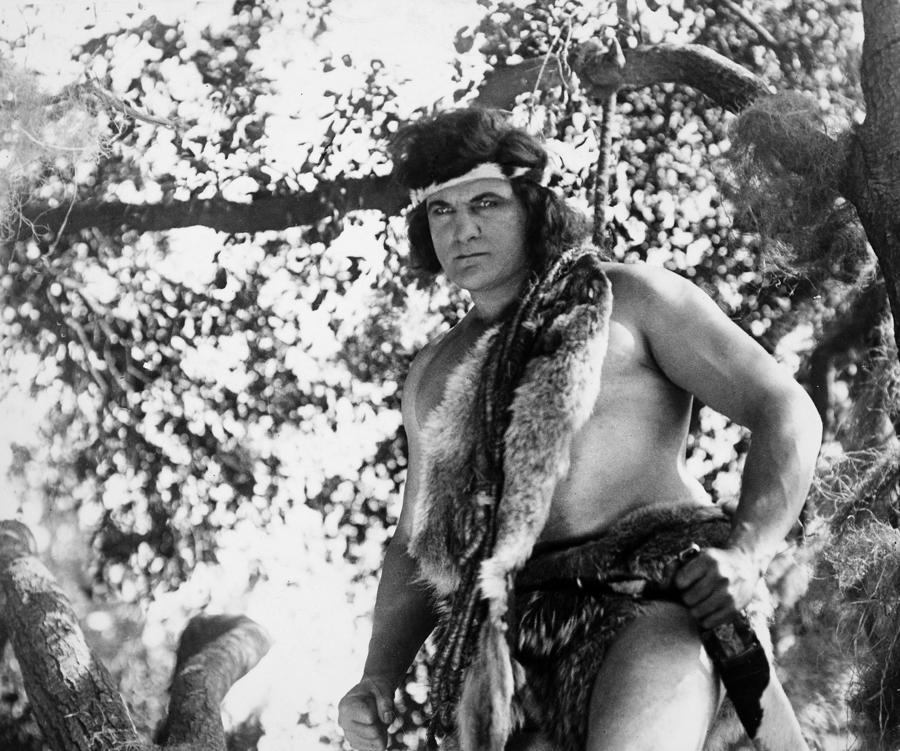
ターザン役を演じるエルモ・リンカーン

エルモ・リンカーン（Elmo Lincoln、1889年2月6日 - 1952年6月27日）は、アメリカの映画俳優。ターザンの映画化で最初のターザン役を演じた。

## 経歴
1889年、アメリカインディアナ州のロチェスターに生まれる。大柄な体格を見込まれ、D・W・グリフィス監督の映画『国民の創生』、『イントレランス』に出演。ナショナル社 (First National Pictures) が企画したエドガー・ライス・バローズの小説『ターザン』の映画化において、初代ターザンを演じる。その後、いくつかの映画で主演となるも、次第に人気を失い晩年は端役としての出演にとどまっていた。1952年、カリフォルニア州ハリウッドで心臓発作により死去。

## 主な出演作品
- 国民の創生（The Birth of a Nation, 1915年）
- イントレランス（Intolerance, 1916年）
- ターザン（Tarzan of the Apes, 1918年）
- 好戦将軍（The Kaiser, the Beast of Berlin, 1918年）
- 続編ターザン（The Romance of Tarzan, 1918年）
- 人類の春（The Greatest Thing in Life, 1918年）
- 強力エルモ（Elmo the Mighty, 1919年）
- 無敵エルモ（Elmo the Fearless, 1920年）
- 深紅の空の下（Under Crimson Skies, 1920年）
- 燃える円盤（The Flaming Disc, 1920年）
- 大ターザン（The Adventures of Tarzan, 1921年）
- 風雲のゼンダ城（Rupert of Hentzau, 1923年）
- 恋に生きる者（The Rendezous, 1923年）
- 漂泊の踊子（Fashion Row, 1923年）